# Francesco Tahiraj
Francesco Tahiraj, noto anche come Françesko Tahiraj (Torino, 21 settembre 1996), è un calciatore albanese, centrocampista o attaccante del Partizani Tirana B.

## Carriera

### Club
Il 29 luglio 2016 viene acquistato a titolo definitivo dalla squadra slovena dell'Aluminij, con cui sottoscrive un contratto triennale con scadenza il 30 giugno 2019.
Il 12 gennaio 2019 viene acquistato a titolo definitivo per 100.000 euro dalla squadra croata dell'Hajduk Spalato, con cui sottoscrive un contratto di 3 anni e mezzo con scadenza il 30 giugno 2022.
Il 15 ottobre 2020 viene acquistato dalla Lokomotiva Zagabria.

### Nazionale
Ha giocato nelle nazionali giovanili albanesi Under-17 ed Under-19.

## Statistiche

### Presenze e reti nei club
Statistiche aggiornate all'8 aprile 2023.
| Stagione                   | Squadra                    | Campionato                 | Campionato | Campionato | Coppe nazionali | Coppe nazionali | Coppe nazionali | Coppe continentali | Coppe continentali | Coppe continentali | Altre coppe | Altre coppe | Altre coppe | Totale | Totale |
| Stagione                   | Squadra                    | Comp                       | Pres       | Reti       | Comp            | Pres            | Reti            | Comp               | Pres               | Reti               | Comp        | Pres        | Reti        | Pres   | Reti   |
| -------------------------- | -------------------------- | -------------------------- | ---------- | ---------- | --------------- | --------------- | --------------- | ------------------ | ------------------ | ------------------ | ----------- | ----------- | ----------- | ------ | ------ |
| 2015-2016                  | Zavrč                      | 1. SNL                     | 20+2       | 2+0        | CS              | 3               | 0               | -                  | -                  | -                  | -           | -           | -           | 25     | 2      |
| 2016-2017                  | Aluminij                   | 1. SNL                     | 25         | 2          | CS              | 2               | 0               | -                  | -                  | -                  | -           | -           | -           | 27     | 2      |
| 2017-2018                  | Aluminij                   | 1. SNL                     | 29         | 6          | CS              | 5               | 1               | -                  | -                  | -                  | -           | -           | -           | 34     | 7      |
| 2018-gen. 2019             | Aluminij                   | 1. SNL                     | 18         | 9          | CS              | 4               | 0               | -                  | -                  | -                  | -           | -           | -           | 22     | 9      |
| Totale Aluminij            | Totale Aluminij            | Totale Aluminij            | 72         | 17         |                 | 11              | 1               |                    | -                  | -                  |             | -           | -           | 83     | 18     |
| gen.-giu. 2019             | Hajduk Spalato             | 1. HNL                     | 11         | 0          | CC              | 0               | 0               | UEL                | -                  | -                  | -           | -           | -           | 11     | 0      |
| 2019-2020                  | Hajduk Spalato             | 1. HNL                     | 10         | 0          | CC              | 0               | 0               | UEL                | 2                  | 0                  | -           | -           | -           | 12     | 0      |
| set.-ott. 2020             | Hajduk Spalato             | 1. HNL                     | 1          | 0          | CC              | 0               | 0               | UEL                | 0                  | 0                  | -           | -           | -           | 1      | 0      |
| Totale Hajduk Spalato      | Totale Hajduk Spalato      | Totale Hajduk Spalato      | 22         | 0          |                 | 0               | 0               |                    | 2                  | 0                  |             | -           | -           | 24     | 0      |
| 2020-2021                  | Lokomotiva Zagabria        | 1. HNL                     | 10         | 0          | CC              | 1               | 0               | UCL+UEL            | -                  | -                  | -           | -           | -           | 11     | 0      |
| 2021-2022                  | Lokomotiva Zagabria        | 1. HNL                     | 0          | 0          | CC              | 0               | 0               | -                  | -                  | -                  | -           | -           | -           | 0      | 0      |
| Totale Lokomotiva Zagabria | Totale Lokomotiva Zagabria | Totale Lokomotiva Zagabria | 10         | 0          |                 | 1               | 0               |                    | 0                  | 0                  |             | -           | -           | 11     | 0      |
| 2022-2023                  | Radomlje                   | 1. SNL                     | 19         | 0          | CS              | 1               | 0               | -                  | -                  | -                  | -           | -           | -           | 20     | 0      |
| Totale carriera            | Totale carriera            | Totale carriera            | 143+2      | 19+0       |                 | 16              | 1               |                    | 2                  | 0                  |             | -           | -           | 163    | 20     |